# 영등포평생학습관
영등포평생학습관은 대한민국 서울특별시 영등포구에 있는 시립 도서관이다.
원래 명칭은 영등포도서관이었나 1999년에 현재의 명칭으로 변경되었다.

## 이용 안내
이용 시간
휴관일
- 매월 둘째, 넷째 월요일 (단, 평생교육프로그램은 운영 )
- 법정공휴일 (단, 일요일은 개관하되, 일요일과 다른 공휴일이 겹치는 경우에는 휴관함)
- 관장이 자료의 정리 , 보수공사 , 장서점검 및 기타의 사유로 휴관이 필요하다고 인정하는 날